# Brachimetatarsia

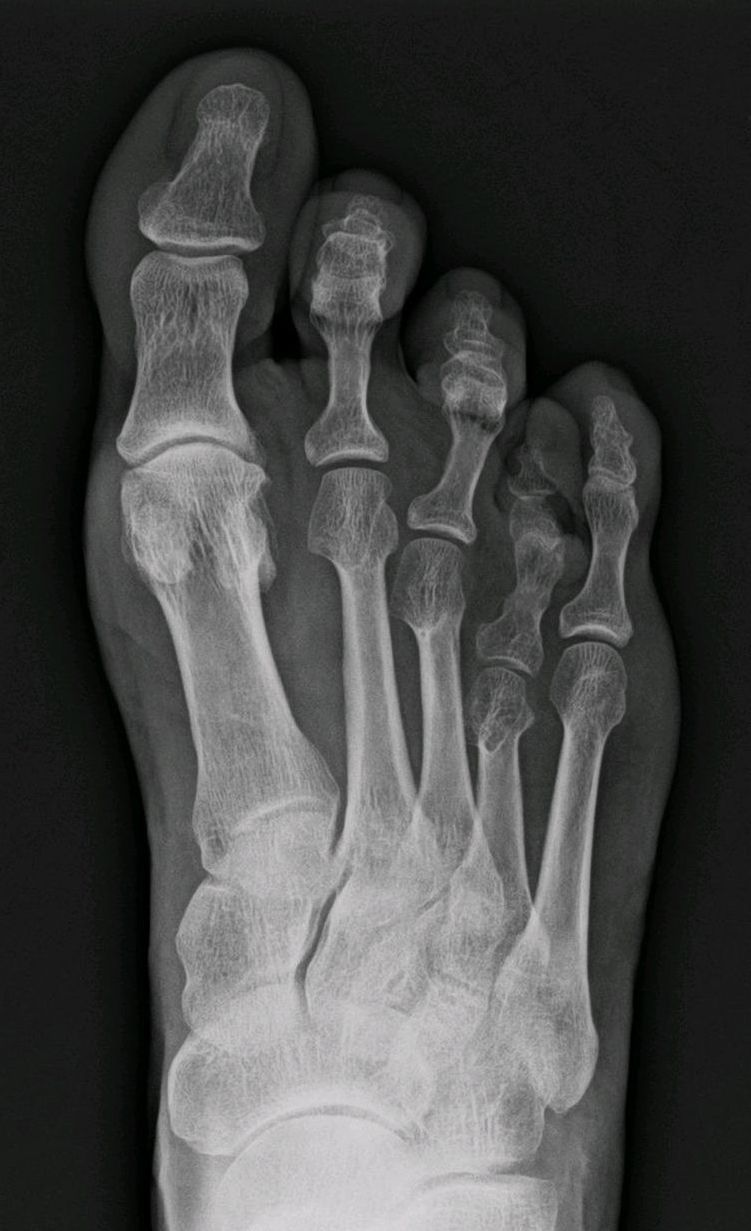

La brachimetatarsia o ipoplasia metatarsale è una condizione in cui ci sono uno o più metatarsi di lunghezza anormalmente breve. Questa condizione può essere causata da un difetto congenito o può essere una condizione acquisita (ad es. esiti di fratture). La forma congenita più frequentemente coinvolge il quarto metatarso. Il trattamento di questa malattia avviene tramite diversi interventi chirurgici.

## Epidemiologia
È dimostrato che la Brachimetatarsia avviene 25 volte più frequentemente nelle donne che negli uomini, in un rapporto di 1 a 1820 e di 1 a 4586 rispettivamente.